# Condado de Sedgwick (Colorado)
El condado de Sedgwick (en inglés: Sedgwick County), fundado en 1889, es uno de los 64 condados del estado estadounidense de Colorado. En el año 2000 tenía una población de 2747 habitantes con una densidad poblacional de 2 personas por km². La sede del condado es Julesburg.

## Geografía
Según la Oficina del Censo, el condado tiene un área total de 1423 km² (549,4 mi²), de la cual 1420 km² (548,3 mi²) es tierra y 4 km² (1,5 mi²) (0.25%) es agua.

### Condados adyacentes
- Condado de Deuel - norte
- Condado de Perkins - este
- Condado de Phillips - sur
- Condado de Logan - oeste
- Condado de Cheyenne - noroeste

## Demografía
En el 2000 la renta per cápita promedia del condado era de $28 278, y el ingreso promedio para una familia era de $33 953. En 2000 los hombres tenían un ingreso per cápita de $25 463 versus $16 392 para las mujeres. El ingreso per cápita para el condado era de $16 125. Alrededor del 10.00% de la población estaba bajo el umbral de pobreza nacional.

## Ciudades y pueblos
- Julesburg
- Ovid
- Sedgwick